# Steve Cherundolo
Steven Emil Cherundolo (Rockford, 19 febbraio 1979) è un allenatore di calcio ed ex calciatore statunitense di origini argentine, tecnico del Los Angeles FC.

## Carriera

### Club
Nasce nella città di Rockford (Illinois), ma cresce a San Diego (California) frequentando la Mount Carmel High School.
Nel 1997 diventa un calciatore universitario a Portland (Oregon), nonostante il suo grande sogno fosse quello di praticare baseball; dopo tre anni di università, viene ingaggiato dai tedeschi dell'Hannover.
Durante la stagione 2004-2005 segna il suo primo gol in Bundesliga, nella partita vinta per 2-0 sul campo del Borussia Mönchengladbach.
Il 19 marzo si ritira dal calcio giocato; totalizza quattrocentoventitré presenze con la maglia dell'Hannover in tutte le competizioni ufficiali.

### Nazionale
Debutta in nazionale l'8 settembre 2000 contro la Giamaica; nel 2002 viene convocato per il campionato mondiale in Corea del Sud.
Nel 2005 gioca la sua prima CONCACAF Gold Cup e la vince battendo in finale Panamá ai rigori.
Nel 2006 partecipa per la seconda volta ai Mondiali ma salta la vittoriosa Gold Cup del 2007. Il 22 marzo dello stesso anno segna il suo primo gol in nazionale al Westfalenstadion di Dortmund in un'amichevole persa 4-1 contro la Germania.
Nel 2010 partecipa per la terza volta ai Mondiali e dopo aver concluso il girone al primo posto viene eliminato agli ottavi di finale dal Ghana.

## Statistiche

### Cronologia presenze e reti in nazionale
| Cronologia completa delle presenze e delle reti in nazionale ― Stati Uniti | Cronologia completa delle presenze e delle reti in nazionale ― Stati Uniti | Cronologia completa delle presenze e delle reti in nazionale ― Stati Uniti | Cronologia completa delle presenze e delle reti in nazionale ― Stati Uniti | Cronologia completa delle presenze e delle reti in nazionale ― Stati Uniti | Cronologia completa delle presenze e delle reti in nazionale ― Stati Uniti | Cronologia completa delle presenze e delle reti in nazionale ― Stati Uniti | Cronologia completa delle presenze e delle reti in nazionale ― Stati Uniti |
| Data                                                                       | Città                                                                      | In casa                                                                    | Risultato                                                                  | Ospiti                                                                     | Competizione                                                               | Reti                                                                       | Note                                                                       |
| -------------------------------------------------------------------------- | -------------------------------------------------------------------------- | -------------------------------------------------------------------------- | -------------------------------------------------------------------------- | -------------------------------------------------------------------------- | -------------------------------------------------------------------------- | -------------------------------------------------------------------------- | -------------------------------------------------------------------------- |
| 8-9-2000                                                                   | Kingston                                                                   | Giamaica                                                                   | 2 – 2                                                                      | Stati Uniti                                                                | Amichevole                                                                 | -                                                                          |                                                                            |
| 28-3-2001                                                                  | San Pedro Sula                                                             | Honduras                                                                   | 1 – 2                                                                      | Stati Uniti                                                                | Qual. Mondiali 2002                                                        | -                                                                          |                                                                            |
| 25-4-2001                                                                  | Kansas City                                                                | Stati Uniti                                                                | 1 – 0                                                                      | Costa Rica                                                                 | Qual. Mondiali 2002                                                        | -                                                                          |                                                                            |
| 7-6-2001                                                                   | Columbus                                                                   | Stati Uniti                                                                | 0 – 0                                                                      | Ecuador                                                                    | Amichevole                                                                 | -                                                                          | 71’                                                                        |
| 16-6-2001                                                                  | Kingston                                                                   | Giamaica                                                                   | 0 – 0                                                                      | Stati Uniti                                                                | Qual. Mondiali 2002                                                        | -                                                                          |                                                                            |
| 20-6-2001                                                                  | Foxborough                                                                 | Stati Uniti                                                                | 2 – 0                                                                      | Trinidad e Tobago                                                          | Qual. Mondiali 2002                                                        | -                                                                          |                                                                            |
| 1-7-2001                                                                   | Città del Messico                                                          | Messico                                                                    | 1 – 0                                                                      | Stati Uniti                                                                | Qual. Mondiali 2002                                                        | -                                                                          | 76’                                                                        |
| 1-9-2001                                                                   | Washington                                                                 | Stati Uniti                                                                | 2 – 3                                                                      | Honduras                                                                   | Qual. Mondiali 2002                                                        | -                                                                          | 66’                                                                        |
| 11-11-2001                                                                 | Port of Spain                                                              | Trinidad e Tobago                                                          | 0 – 0                                                                      | Stati Uniti                                                                | Qual. Mondiali 2002                                                        | -                                                                          |                                                                            |
| 27-3-2002                                                                  | Rostock                                                                    | Germania                                                                   | 4 – 2                                                                      | Stati Uniti                                                                | Amichevole                                                                 | -                                                                          | 72’                                                                        |
| 12-2-2003                                                                  | Kingston                                                                   | Giamaica                                                                   | 1 – 2                                                                      | Stati Uniti                                                                | Amichevole                                                                 | -                                                                          |                                                                            |
| 29-3-2003                                                                  | Seattle                                                                    | Stati Uniti                                                                | 2 – 0                                                                      | Venezuela                                                                  | Amichevole                                                                 | -                                                                          | 59’ 66’                                                                    |
| 8-6-2003                                                                   | Richmond                                                                   | Stati Uniti                                                                | 2 – 1                                                                      | Nuova Zelanda                                                              | Amichevole                                                                 | -                                                                          | 72’                                                                        |
| 21-6-2003                                                                  | Lione                                                                      | Brasile                                                                    | 1 – 0                                                                      | Stati Uniti                                                                | Conf. Cup 2003 - 1º turno                                                  | -                                                                          | 63’                                                                        |
| 23-6-2003                                                                  | Lione                                                                      | Stati Uniti                                                                | 0 – 0                                                                      | Camerun                                                                    | Conf. Cup 2003 - 1º turno                                                  | -                                                                          |                                                                            |
| 18-2-2004                                                                  | Amsterdam                                                                  | Paesi Bassi                                                                | 1 – 0                                                                      | Stati Uniti                                                                | Amichevole                                                                 | -                                                                          | 84’                                                                        |
| 31-3-2004                                                                  | Płock                                                                      | Polonia                                                                    | 0 – 1                                                                      | Stati Uniti                                                                | Amichevole                                                                 | -                                                                          |                                                                            |
| 2-6-2004                                                                   | Foxborough                                                                 | Stati Uniti                                                                | 4 – 0                                                                      | Honduras                                                                   | Amichevole                                                                 | -                                                                          |                                                                            |
| 13-6-2004                                                                  | Columbus                                                                   | Stati Uniti                                                                | 3 – 0                                                                      | Grenada                                                                    | Qual. Mondiali 2006                                                        | -                                                                          |                                                                            |
| 11-7-2004                                                                  | Chicago                                                                    | Stati Uniti                                                                | 1 – 1                                                                      | Polonia                                                                    | Amichevole                                                                 | -                                                                          |                                                                            |
| 4-9-2004                                                                   | Foxborough                                                                 | Stati Uniti                                                                | 2 – 0                                                                      | El Salvador                                                                | Qual. Mondiali 2006                                                        | -                                                                          | 69’                                                                        |
| 9-2-2005                                                                   | Port of Spain                                                              | Trinidad e Tobago                                                          | 1 – 2                                                                      | Stati Uniti                                                                | Qual. Mondiali 2006                                                        | -                                                                          |                                                                            |
| 27-3-2005                                                                  | Città del Messico                                                          | Messico                                                                    | 2 – 1                                                                      | Stati Uniti                                                                | Qual. Mondiali 2006                                                        | -                                                                          | 82’                                                                        |
| 30-3-2005                                                                  | Birmingham                                                                 | Stati Uniti                                                                | 2 – 0                                                                      | Guatemala                                                                  | Qual. Mondiali 2006                                                        | -                                                                          |                                                                            |
| 28-5-2005                                                                  | Chicago                                                                    | Stati Uniti                                                                | 1 – 2                                                                      | Inghilterra                                                                | Amichevole                                                                 | -                                                                          |                                                                            |
| 4-6-2005                                                                   | Salt Lake City                                                             | Stati Uniti                                                                | 3 – 0                                                                      | Costa Rica                                                                 | Qual. Mondiali 2006                                                        | -                                                                          |                                                                            |
| 8-6-2005                                                                   | Panama                                                                     | Panama                                                                     | 0 – 3                                                                      | Stati Uniti                                                                | Qual. Mondiali 2006                                                        | -                                                                          |                                                                            |
| 9-7-2005                                                                   | Seattle                                                                    | Stati Uniti                                                                | 2 – 0                                                                      | Canada                                                                     | Gold Cup 2005 - 1º turno                                                   | -                                                                          |                                                                            |
| 12-7-2005                                                                  | Foxborough                                                                 | Costa Rica                                                                 | 0 – 0                                                                      | Stati Uniti                                                                | Gold Cup 2005 - 1º turno                                                   | -                                                                          |                                                                            |
| 16-7-2005                                                                  | Foxborough                                                                 | Stati Uniti                                                                | 3 – 1                                                                      | Giamaica                                                                   | Gold Cup 2005 - Quarti di finale                                           | -                                                                          | 25’                                                                        |
| 12-11-2005                                                                 | Glasgow                                                                    | Scozia                                                                     | 1 – 1                                                                      | Stati Uniti                                                                | Amichevole                                                                 | -                                                                          |                                                                            |
| 1-3-2006                                                                   | Kaiserslautern                                                             | Stati Uniti                                                                | 1 – 0                                                                      | Polonia                                                                    | Amichevole                                                                 | -                                                                          |                                                                            |
| 22-3-2006                                                                  | Dortmund                                                                   | Germania                                                                   | 4 – 1                                                                      | Stati Uniti                                                                | Amichevole                                                                 | 1                                                                          |                                                                            |
| 23-5-2006                                                                  | Nashville                                                                  | Stati Uniti                                                                | 0 – 1                                                                      | Marocco                                                                    | Amichevole                                                                 | -                                                                          | 31’                                                                        |
| 28-5-2006                                                                  | Atlanta                                                                    | Stati Uniti                                                                | 1 – 0                                                                      | Lettonia                                                                   | Amichevole                                                                 | -                                                                          |                                                                            |
| 12-6-2006                                                                  | Gelsenkirchen                                                              | Rep. Ceca                                                                  | 3 – 0                                                                      | Stati Uniti                                                                | Mondiali 2006 - 1º turno                                                   | -                                                                          | 46’                                                                        |
| 17-6-2006                                                                  | Kaiserslautern                                                             | Italia                                                                     | 1 – 1                                                                      | Stati Uniti                                                                | Mondiali 2006 - 1º turno                                                   | -                                                                          |                                                                            |
| 22-6-2006                                                                  | Norimberga                                                                 | Ghana                                                                      | 2 – 1                                                                      | Stati Uniti                                                                | Mondiali 2006 - 1º turno                                                   | -                                                                          | 61’                                                                        |
| 25-3-2007                                                                  | Tampa                                                                      | Stati Uniti                                                                | 3 – 1                                                                      | Ecuador                                                                    | Amichevole                                                                 | -                                                                          | 80’                                                                        |
| 22-8-2007                                                                  | Göteborg                                                                   | Svezia                                                                     | 1 – 0                                                                      | Stati Uniti                                                                | Amichevole                                                                 | -                                                                          |                                                                            |
| 9-9-2007                                                                   | Chicago                                                                    | Stati Uniti                                                                | 2 – 4                                                                      | Brasile                                                                    | Amichevole                                                                 | -                                                                          |                                                                            |
| 17-10-2007                                                                 | Basilea                                                                    | Svizzera                                                                   | 0 – 1                                                                      | Stati Uniti                                                                | Amichevole                                                                 | -                                                                          |                                                                            |
| 17-11-2007                                                                 | Johannesburg                                                               | Sudafrica                                                                  | 0 – 1                                                                      | Stati Uniti                                                                | Amichevole                                                                 | 1                                                                          | 46’                                                                        |
| 26-3-2008                                                                  | Varsavia                                                                   | Polonia                                                                    | 0 – 3                                                                      | Stati Uniti                                                                | Amichevole                                                                 | -                                                                          | 73’                                                                        |
| 28-5-2008                                                                  | Londra                                                                     | Inghilterra                                                                | 2 – 0                                                                      | Stati Uniti                                                                | Amichevole                                                                 | -                                                                          | 46’                                                                        |
| 4-6-2008                                                                   | Santander                                                                  | Spagna                                                                     | 1 – 0                                                                      | Stati Uniti                                                                | Amichevole                                                                 | -                                                                          | 46’                                                                        |
| 7-6-2008                                                                   | East Rutherford                                                            | Stati Uniti                                                                | 0 – 0                                                                      | Argentina                                                                  | Amichevole                                                                 | -                                                                          |                                                                            |
| 14-6-2008                                                                  | Carson City                                                                | Stati Uniti                                                                | 8 – 0                                                                      | Barbados                                                                   | Qual. Mondiali 2010                                                        | -                                                                          |                                                                            |
| 20-8-2008                                                                  | Città del Guatemala                                                        | Guatemala                                                                  | 0 – 1                                                                      | Stati Uniti                                                                | Qual. Mondiali 2010                                                        | -                                                                          | 17’, 60’                                                                   |
| 10-9-2008                                                                  | Bridgeview                                                                 | Stati Uniti                                                                | 3 – 0                                                                      | Trinidad e Tobago                                                          | Qual. Mondiali 2010                                                        | -                                                                          | 58’                                                                        |
| 11-10-2008                                                                 | Washington                                                                 | Stati Uniti                                                                | 6 – 1                                                                      | Cuba                                                                       | Qual. Mondiali 2010                                                        | -                                                                          |                                                                            |
| 4-7-2009                                                                   | Seattle                                                                    | Stati Uniti                                                                | 4 – 0                                                                      | Grenada                                                                    | Gold Cup 2009 - 1º turno                                                   | -                                                                          | 63’                                                                        |
| 8-7-2009                                                                   | Washington                                                                 | Stati Uniti                                                                | 4 – 0                                                                      | Honduras                                                                   | Gold Cup 2009 - 1º turno                                                   | -                                                                          |                                                                            |
| 12-8-2009                                                                  | Città del Messico                                                          | Messico                                                                    | 2 – 1                                                                      | Stati Uniti                                                                | Qual. Mondiali 2010                                                        | -                                                                          |                                                                            |
| 10-10-2009                                                                 | San Pedro Sula                                                             | Honduras                                                                   | 2 – 3                                                                      | Stati Uniti                                                                | Qual. Mondiali 2010                                                        | -                                                                          | 90+2’                                                                      |
| 14-10-2009                                                                 | Washington                                                                 | Stati Uniti                                                                | 2 – 2                                                                      | Costa Rica                                                                 | Qual. Mondiali 2010                                                        | -                                                                          |                                                                            |
| 14-11-2009                                                                 | Bratislava                                                                 | Slovacchia                                                                 | 1 – 0                                                                      | Stati Uniti                                                                | Amichevole                                                                 | -                                                                          |                                                                            |
| 25-5-2010                                                                  | East Hartford                                                              | Stati Uniti                                                                | 2 – 4                                                                      | Rep. Ceca                                                                  | Amichevole                                                                 | -                                                                          |                                                                            |
| 29-5-2010                                                                  | Filadelfia                                                                 | Stati Uniti                                                                | 2 – 1                                                                      | Turchia                                                                    | Amichevole                                                                 | -                                                                          | 46’                                                                        |
| 5-6-2010                                                                   | Johannesburg                                                               | Stati Uniti                                                                | 3 – 1                                                                      | Australia                                                                  | Amichevole                                                                 | -                                                                          |                                                                            |
| 12-6-2010                                                                  | Rustenburg                                                                 | Inghilterra                                                                | 1 – 1                                                                      | Stati Uniti                                                                | Mondiali 2010 - 1º turno                                                   | -                                                                          | 39’                                                                        |
| 18-6-2010                                                                  | Johannesburg                                                               | Stati Uniti                                                                | 2 – 2                                                                      | Slovenia                                                                   | Mondiali 2010 - 1º turno                                                   | -                                                                          |                                                                            |
| 23-6-2010                                                                  | Pretoria                                                                   | Stati Uniti                                                                | 1 – 0                                                                      | Algeria                                                                    | Mondiali 2010 - 1º turno                                                   | -                                                                          |                                                                            |
| 26-6-2010                                                                  | Rustenburg                                                                 | Ghana                                                                      | 2 – 1 dts                                                                  | Stati Uniti                                                                | Mondiali 2010 - Ottavi di finale                                           | -                                                                          | 17’                                                                        |
| 9-10-2010                                                                  | Chicago                                                                    | Stati Uniti                                                                | 2 – 2                                                                      | Polonia                                                                    | Amichevole                                                                 | -                                                                          |                                                                            |
| 4-6-2011                                                                   | Foxborough                                                                 | Stati Uniti                                                                | 0 – 4                                                                      | Spagna                                                                     | Amichevole                                                                 | -                                                                          | 46’                                                                        |
| 7-6-2011                                                                   | Detroit                                                                    | Stati Uniti                                                                | 2 – 0                                                                      | Canada                                                                     | Gold Cup 2011 - 1º turno                                                   | -                                                                          |                                                                            |
| 11-6-2011                                                                  | Tampa                                                                      | Panama                                                                     | 2 – 1                                                                      | Stati Uniti                                                                | Gold Cup 2011 - 1º turno                                                   | -                                                                          |                                                                            |
| 14-6-2011                                                                  | Kansas City                                                                | Stati Uniti                                                                | 1 – 0                                                                      | Guadalupa                                                                  | Gold Cup 2011 - 1º turno                                                   | -                                                                          |                                                                            |
| 19-6-2011                                                                  | Washington                                                                 | Stati Uniti                                                                | 2 – 0                                                                      | Giamaica                                                                   | Gold Cup 2011 - Quarti di finale                                           | -                                                                          |                                                                            |
| 22-6-2011                                                                  | Houston                                                                    | Stati Uniti                                                                | 1 – 0                                                                      | Panama                                                                     | Gold Cup 2011 - Semifinale                                                 | -                                                                          |                                                                            |
| 25-6-2011                                                                  | Pasadena                                                                   | Messico                                                                    | 4 – 2                                                                      | Stati Uniti                                                                | Gold Cup 2011 - Finale                                                     | -                                                                          | 11’                                                                        |
| 10-8-2011                                                                  | Baltimora                                                                  | Stati Uniti                                                                | 1 – 1                                                                      | Messico                                                                    | Amichevole                                                                 | -                                                                          |                                                                            |
| 6-9-2011                                                                   | Bruxelles                                                                  | Belgio                                                                     | 1 – 0                                                                      | Stati Uniti                                                                | Amichevole                                                                 | -                                                                          |                                                                            |
| 8-10-2011                                                                  | East Rutherford                                                            | Stati Uniti                                                                | 1 – 0                                                                      | Honduras                                                                   | Amichevole                                                                 | -                                                                          | 32’                                                                        |
| 11-10-2011                                                                 | Harrison                                                                   | Stati Uniti                                                                | 0 – 1                                                                      | Ecuador                                                                    | Amichevole                                                                 | -                                                                          | 62’ 72’                                                                    |
| 10-11-2011                                                                 | Parigi                                                                     | Francia                                                                    | 1 – 0                                                                      | Stati Uniti                                                                | Amichevole                                                                 | -                                                                          |                                                                            |
| 15-11-2011                                                                 | Lubiana                                                                    | Slovenia                                                                   | 2 – 3                                                                      | Stati Uniti                                                                | Amichevole                                                                 | -                                                                          |                                                                            |
| 29-2-2012                                                                  | Genova                                                                     | Italia                                                                     | 0 – 1                                                                      | Stati Uniti                                                                | Amichevole                                                                 | -                                                                          |                                                                            |
| 26-5-2012                                                                  | Jacksonville                                                               | Stati Uniti                                                                | 5 – 1                                                                      | Scozia                                                                     | Amichevole                                                                 | -                                                                          |                                                                            |
| 30-5-2012                                                                  | East Rutherford                                                            | Stati Uniti                                                                | 1 – 4                                                                      | Brasile                                                                    | Amichevole                                                                 | -                                                                          | 72’                                                                        |
| 3-6-2012                                                                   | Toronto                                                                    | Canada                                                                     | 0 – 0                                                                      | Stati Uniti                                                                | Amichevole                                                                 | -                                                                          | 80’                                                                        |
| 8-6-2012                                                                   | East Rutherford                                                            | Stati Uniti                                                                | 3 – 1                                                                      | Antigua e Barbuda                                                          | Qual. Mondiali 2014                                                        | -                                                                          |                                                                            |
| 12-6-2012                                                                  | Città del Guatemala                                                        | Guatemala                                                                  | 1 – 1                                                                      | Stati Uniti                                                                | Qual. Mondiali 2014                                                        | -                                                                          |                                                                            |
| 11-9-2012                                                                  | Columbus                                                                   | Stati Uniti                                                                | 1 – 0                                                                      | Giamaica                                                                   | Qual. Mondiali 2014                                                        | -                                                                          |                                                                            |
| 12-10-2012                                                                 | Antigua e Barbuda                                                          | Antigua e Barbuda                                                          | 1 – 2                                                                      | Stati Uniti                                                                | Qual. Mondiali 2014                                                        | -                                                                          |                                                                            |
| 16-10-2012                                                                 | Kansas City                                                                | Stati Uniti                                                                | 3 – 1                                                                      | Guatemala                                                                  | Qual. Mondiali 2014                                                        | -                                                                          |                                                                            |
| Totale                                                                     |                                                                            | Presenze                                                                   | 87                                                                         |                                                                            | Reti                                                                       | 2                                                                          |                                                                            |

### Statistiche da allenatore
Statistiche aggiornate al 13 giugno 2025; in grassetto le competizioni vinte.
| Stagione              | Squadra               | Campionato            | Campionato | Campionato | Campionato | Campionato | Coppe nazionali | Coppe nazionali | Coppe nazionali | Coppe nazionali | Coppe nazionali | Coppe continentali | Coppe continentali | Coppe continentali | Coppe continentali | Coppe continentali | Altre coppe | Altre coppe | Altre coppe | Altre coppe | Altre coppe | Totale | Totale | Totale | Totale | % Vittorie | Piazzamento |
| Stagione              | Squadra               | Comp                  | G          | V          | N          | P          | Comp            | G               | V               | N               | P               | Comp               | G                  | V                  | N                  | P                  | Comp        | G           | V           | N           | P           | G      | V      | N      | P      | %          | Piazzamento |
| --------------------- | --------------------- | --------------------- | ---------- | ---------- | ---------- | ---------- | --------------- | --------------- | --------------- | --------------- | --------------- | ------------------ | ------------------ | ------------------ | ------------------ | ------------------ | ----------- | ----------- | ----------- | ----------- | ----------- | ------ | ------ | ------ | ------ | ---------- | ----------- |
| 2021-2022             | Las Vegas Lights      | USLC                  | 32         | 6          | 3          | 23         | -               | -               | -               | -               | -               | -                  | -                  | -                  | -                  | -                  | -           | -           | -           | -           | -           | 32     | 6      | 3      | 23     | 18,75      | 29°         |
| 2022                  | Los Angeles FC        | MLS                   | 34+3       | 21+3       | 4+0        | 9+0        | USOC            | 3               | 2               | 0               | 1               | -                  | -                  | -                  | -                  | -                  | LC          | 1           | 0           | 1           | 0           | 41     | 26     | 5      | 10     | 63,41      | 1°          |
| 2023                  | Los Angeles FC        | MLS                   | 34+5       | 14+4       | 10         | 10+1       | USOC            | 2               | 0               | 1               | 1               | CCL                | 8                  | 4                  | 1                  | 3                  | LC+CC       | 3+1         | 2           | 0+1         | 1           | 53     | 24     | 13     | 16     | 45,28      | 8°          |
| 2024                  | Los Angeles FC        | MLS                   | 34+4       | 19+2       | 7          | 8+2        | USOC            | 5               | 5               | 0               | 0               | -                  | -                  | -                  | -                  | -                  | LC          | 7           | 5           | 1           | 1           | 50     | 31     | 8      | 12     | 62,00      | 3°          |
| 2025                  | Los Angeles FC        | MLS                   | 16         | 7          | 5          | 4          | -               | -               | -               | -               | -               | CCC                | 6                  | 3                  | 0                  | 3                  | LC+CmC      | 0+2         | 0+1         | 0           | 0+1         | 24     | 11     | 5      | 8      | 45,83      |             |
| Totale Los Angeles FC | Totale Los Angeles FC | Totale Los Angeles FC | 118+12     | 61+9       | 26         | 31+3       |                 | 10              | 7               | 1               | 2               |                    | 14                 | 7                  | 1                  | 6                  |             | 14          | 8           | 3           | 3           | 168    | 92     | 31     | 45     | 54,76      |             |
| Totale carriera       | Totale carriera       | Totale carriera       | 162        | 76         | 29         | 57         |                 | 10              | 7               | 1               | 2               |                    | 14                 | 7                  | 1                  | 6                  |             | 14          | 8           | 3           | 3           | 200    | 98     | 34     | 68     | 49,00      |             |

## Palmarès

### Giocatore

#### Club
- Campionato tedesco di seconda divisione: 1

Hannover 96: 2001-2002

#### Nazionale
- Gold Cup: 1

Stati Uniti: 2005

### Allenatore
- MLS Supporters' Shield: 1

Los Angeles FC: 2022
- Campionato MLS: 1

Los Angeles FC: 2022
- Lamar Hunt U.S. Open Cup: 1

Los Angeles FC: 2024